# Torpediniformes
Torpediniformes zijn een orde van roggen. Het is een orde bestaande uit vijf families: de stroomroggen (Narcinidae), de sluimerroggen (Narkidae), de Hypnidae, de Platyrhinidae en de sidderroggen (Torpedinidae). 

## Leefwijze
De sidderroggen jagen op betrekkelijk grote prooien die zij verdoven met een stroomschok uit hun elektrisch orgaan. De stroomroggen jagen op kleinere prooien en gebruiken hierbij waarschijnlijk niet hun elektrische orgaan. Roggen uit beide families gebruiken altijd hun vermogen om elektrische schokken af te geven ter verdediging.

## Families
Over de systematiek bestaat geen consensus.
- Narcinidae (Stroomroggen)
- Narkidae (Sluimerroggen) (ook wel als onderfamilie Narkinae van de Narcinidae)
- Hypnidae
- Platyrhinidae
- Torpedinidae (Sidderroggen)

Rajiformes · Torpediniformes · Rhinopristiformes · Myliobatiformes